# Nyctemera regularis
Nyctemera regularis là một loài bướm đêm thuộc phân họ Arctiinae, họ Erebidae.